# Randy Edelman
Randy Edelman (Paterson (New Jersey), 10 juni 1947) is een Amerikaans componist van filmmuziek.

## Levensloop
Edelman studeerde aan de 'Cincinnati Conservatory of Music' in Cincinnati (Ohio) en ging naar New York, waar hij in een orkest piano speelde op Broadway. Hij produceerde ook een aantal soloalbums en ging vervolgens naar Los Angeles, waar hij muziek begon te componeren voor televisie en films. Edelman schreef onder meer de muziek voor Dragonheart, xXx, The Last of the Mohicans, The Mask, Anaconda, The Skulls, Passion of Mind, Shanghai Noon en Shanghai Knights. Ook het thema van de populaire televisieserie MacGyver uit de jaren negentig, gespeeld door Richard Dean Anderson, is van zijn hand.

## Filmografie
- 1972: Outside In
- 1973: Executive Action
- 1987: The Chipmunk Adventure
- 1987: Feds
- 1987: Twins
- 1989: Troop Beverly Hills
- 1989: Ghostbusters II
- 1990: Quick Change
- 1990: Come See the Paradise
- 1990: Kindergarten Cop
- 1991: Drop Dead Fred
- 1991: Eyes of an Angel
- 1991: V.I. Warshawski
- 1991: Shout
- 1992: My Cousin Vinny
- 1992: Beethoven
- 1992: The Last of the Mohicans
- 1992: The Distinguished Gentleman
- 1993: Dragon: The Bruce Lee Story
- 1993: Gettysburg
- 1993: Beethoven's 2nd
- 1994: Greedy
- 1994: Angels in the Outfield
- 1994: The Mask
- 1994: Pontiac Moon
- 1995: Billy Madison
- 1995: Tall Tale
- 1995: While You Were Sleeping
- 1995: The Big Green
- 1996: Down Periscope
- 1996: Diabolique
- 1996: The Quest
- 1996: Dragonheart
- 1996: Daylight
- 1997: Anaconda
- 1997: Gone Fishin'
- 1997: Leave It to Beaver
- 1997: For Richter or Poorer
- 1998: Six Days Seven Nights
- 1999: EDtv
- 2000: Passion of Mind
- 2000: The Whole Nine Yards
- 2000: The Skulls
- 2000: Shanghai Noon
- 2001: Head Over Heels
- 2001: China: The Panda Adventure
- 2001: Osmosis Jones
- 2001: Who Is Cletis Tout?
- 2001: Corky Romano
- 2001: Black Knight
- 2002: Frank McKlusky, C.I.
- 2002: xXx
- 2003: National Security
- 2003: Shanghai Knights
- 2003: Gods and Generals
- 2004: Connie and Carla
- 2004: Surviving Christmas
- 2005: Son of the Mask
- 2006: The Last Time
- 2007: Underdog
- 2007: Balls of Fury
- 2008: 27 Dresses
- 2008: The Mummy: Tomb of the Dragon Emperor
- 2010: Leap Year
- 2011: The Greening of Whitney Brown
- 2015: The Boy Next Door (met Nathan Barr)
- 2016: Back in the Day (met Andrew Markus)
- 2016: Leaves of the Tree
- 2017: Max 2: White House Hero
- 2019: Backdraft 2
- 2019: Love in Kilnerry

## Overige producties

### Televisiefilms
- 1973: Snatched
- 1973: Blood Sport
- 1983: When Your Lover Leaves
- 1984: A Doctor's Story
- 1985: Scandal Sheet
- 1985: Happily Ever After
- 1987: Dennis the Menace
- 1992: Taking Back My Life: The Nancy Ziegenmeyer Story
- 1995: Citizen X
- 1999: The Hunley
- 2002: A Seasen on the Brink

### Televisieseries
- 1983: Ryan's Four (thema)
- 1984: Maximum Security (1984 - 1985)
- 1985: MacGyver (1985 - 1987 en tot 1992, thema)
- 1988: Alvin & the Chipmunks (1988 -1989, thema)
- 1993: The Adventures of Brisco County Jr. (thema)
- 2016: MacGyver (2016-2020, thema)

## Prijzen en nominaties

### BAFTA Awards
| Jaar | Titel                    | Categorie        | Uitslag     |
| ---- | ------------------------ | ---------------- | ----------- |
| 1993 | The Last of the Mohicans | Beste filmmuziek | Genomineerd |

### Golden Globe Awards
| Jaar | Titel                    | Categorie        | Uitslag     |
| ---- | ------------------------ | ---------------- | ----------- |
| 1993 | The Last of the Mohicans | Beste filmmuziek | Genomineerd |